# Feroniade
La Feroniade è un poemetto iniziato da Vincenzo Monti nel 1784 in occasione dell'inizio dei lavori delle bonifiche delle Paludi Pontine intraprese da Papa Pio VI, impresa di sistemazione idraulica, immane per l'epoca, che, anche per gli sconvolgimenti politici, fu presto abbandonata. Il poemetto fu a più riprese continuato dal Monti che ci lavorò sino alla morte, lasciandolo comunque incompleto.
Il titolo viene dalla ninfa Feronia, amata da Giove, ma perseguitata dalla gelosa Giunone che trasformò i campi abitati dalla ninfa in una malsana palude.
Il poemetto riprende lo stile della poesia didascalico-georgica che aveva avuto un grande sviluppo nel Settecento, ma si risolve principalmente in uno spunto per il racconto mitologico.